# Paule Noëlle
Paule Noëlle est une comédienne française née le 30 mars 1942 à Paris et morte le 28 mars 2022 à La Garenne-Colombes,.

## Biographie
Élève de Lisika Albert Lambert et Pierre Bertin au Conservatoire national supérieur d'art dramatique, elle en sort en 1962 avec un premier prix de Comédie moderne. Après quelques collaborations avec Jean Vilar au Théâtre national populaire, elle intègre la troupe de la Comédie-Française.
Nommée 448e Sociétaire en 1970, elle fait valoir ses droits à la retraite en 1992, avec plus de 200 rôles à son actif et poursuit sa carrière dans le théâtre privé.

## Théâtre
- 1959 : Le Festin de Pierre de Thomas Corneille, Festival Corneille de Barentin

### Théâtre national populaire (TNP)
- 1961 : Les Rustres de Goldoni, mise en scène Roger Mollien et Jean Vilar, Festival d'Avignon
- 1961 : La Paix d'après Aristophane, mise en scène Jean Vilar, Théâtre de Chaillot
- 1962 : La guerre de Troie n'aura pas lieu de Jean Giraudoux, mise en scène Jean Vilar, Festival d'Avignon
- 1962 : Les Rustres de Goldoni, mise en scène Roger Mollien et Jean Vilar, Festival d'Avignon

### Comédie-Française
- 1964 : Cyrano de Bergerac d'Edmond Rostand, mise en scène Jacques Charon
- 1965 : Le Songe d'une nuit d'été de Shakespeare, mise en scène Jacques Fabbri
- 1966 : Le Voyage de monsieur Perrichon d'Eugène Labiche et Édouard Martin, mise en scène Jacques Charon
- 1967 : Cyrano de Bergerac d'Edmond Rostand, mise en scène Jacques Charon
- 1967 : Le Menteur de Corneille, mise en scène Jacques Charon
- 1968 : Ruy Blas de Victor Hugo, mise en scène Raymond Rouleau
- 1969 : Les Italiens à Paris de Charles Charras et André Gille d'après Évariste Gherardi, mise en scène Jean Le Poulain
- 1971 : Les Sincères de Marivaux, mise en scène Jean-Laurent Cochet
- 1971 : Pollufission 2000 d'Éric Westphal, mise en scène André Reybaz, Comédie-Française au Petit Odéon
- 1972 : Le Comte Oderland de Max Frisch, mise en scène Jean-Pierre Miquel, Comédie-Française au théâtre de l'Odéon
- 1972 : Cyrano de Bergerac d'Edmond Rostand, mise en scène Jacques Charon
- 1972 : La Commère de Marivaux, mise en scène Michel Duchaussoy
- 1972 : La Station Champbaudet d'Eugène Labiche et Marc-Michel, mise en scène Jean-Laurent Cochet, Comédie-Française
- 1972 : La Fille bien gardée d'Eugène Labiche et Marc-Michel, mise en scène Jean-Laurent Cochet
- 1972 : Le Médecin malgré lui de Molière, mise en scène Jean-Paul Roussillon
- 1973 : Un fil à la patte de Georges Feydeau, mise en scène Jacques Charon
- 1974 : L'Impromptu de Marigny de Jean Poiret, mise en scène Jacques Charon
- 1975 : La Surprise de l'amour de Marivaux, mise en scène Simon Eine, Comédie-Française au théâtre Marigny
- 1976 : Cœur à deux de Guy Foissy, mise en scène Jean-Pierre Miquel
- 1976 : Cyrano de Bergerac de Edmond Rostand, mise en scène Jean-Paul Roussillon
- 1977 : Le Mariage de Figaro de Beaumarchais, mise en scène Jacques Rosner
- 1978 : La Puce à l'oreille de Georges Feydeau, mise en scène Jean-Laurent Cochet
- 1980 : Port-Royal de Henry de Montherlant, mise en scène Jean Meyer
- 1980 : Simul et singulis, Soirée littéraire consacrée au tricentenaire de la Comédie-Française, mise en scène Jacques Destoop
- 1984 : Le Suicidé de Nikolaï Erdman, mise en scène Jean-Pierre Vincent, Comédie-Française au théâtre de l'Odéon
- 1987 : Crucifixion dans un boudoir turc de Jean Gruault, mise en scène Guy Michel, Comédie-Française au théâtre de l'Odéon

### Hors Comédie-Francaise
- 1992 : Confidences pour clarinette de Michael Christofer, mise en scène Jean-Luc Moreau, théâtre de la Gaîté-Montparnasse
- 1994 : Une petite douleur d'Harold Pinter, mise en scène Marc Lesage, Centre culturel de Courbevoie
- 1996 : Le Premier d'Israel Horovitz, mise en scène Marc Lesage, théâtre La Bruyère
- 1998 : Obsessions de Patrick Hamilton, mise en scène Raymond Gérôme, théâtre Daunou
- 1999 : Sacrée Sophie de Michèle Ressi, mise en scène Bernard Toublanc-Michel, théâtre de Nantes
- 2000 : La Maison Tellier de Guy de Maupassant, mise en scène Jean-Pierre Hané, théâtre Mouffetard
- 2001 : Chat en poche de Georges Feydeau, mise en scène Jean-Laurent Cochet, théâtre Mouffetard
- 2002 : Le Tribunal des animaux de Paule Noëlle, mise en scène Alberto Colombaioni, théâtre Mouffetard
- 2002-2004 : Doit-on le dire ? d'Eugène Labiche, mise en scène Jean-Laurent Cochet, théâtre Mouffetard puis tournée en France, Belgique et Suisse
- 2005, 2006 : Les Rustres de Carlo Goldoni, mise en scène Francis Joffo, théâtre Saint-Georges puis tournée en France, Belgique et Suisse
- 2007-2009 : Aux Deux Colombes de Sacha Guitry, mise en scène Jean-Laurent Cochet, La Pépinière-Théâtre, tournée
- 2011 : Colette la vagabonde de Jean-Pierre Hané, mise en scène de l'auteur, Petit Hébertot

## Filmographie

### Télévision
- 1963 : Mon oncle Benjamin de René Lucot
- 1964 : Le Théâtre de la jeunesse : David Copperfield de Marcel Cravenne
- 1965 : Le Théâtre de la jeunesse : Sans-souci ou le Chef-d'œuvre de Vaucanson d'Albert Husson, réalisation Jean-Pierre Decourt
- 1965 : Gaspard des montagnes, mini-série de Jean-Pierre Decourt : Marguerite
- 1966 : Le Chevalier d'Harmental de Jean-Pierre Decourt (série TV)
- 1968 : Sarn de Claude Santelli
- 1968 : Au théâtre ce soir : Le Dindon de Georges Feydeau, mise en scène Jean Meyer, réalisation Pierre Sabbagh, théâtre Marigny (spectacle de la Comédie-Française)
- 1970 : Au théâtre ce soir : Un fil à la patte de Georges Feydeau, mise en scène Jacques Charon, réalisation Pierre Sabbagh, théâtre Marigny (spectacle de la Comédie-Française)
- 1970 : Lancelot du Lac de Claude Santelli : Brisane
- 1971 : Tang d'André Michel : Sarah
- 1972 : Électre de Jean Giraudoux, réalisation Pierre Dux (Comédie-Française)
- 1972 : La Station Champbaudet d'Eugène Labiche et Marc-Michel, réalisation Georges Folgoas (Comédie-Française)
- 1973 : Au théâtre ce soir : Les Quatre Vérités de Marcel Aymé, mise en scène René Clermont, réalisation Georges Folgoas, théâtre Marigny
- 1978 : Doit-on le dire ? d'Eugène Labiche, mise en scène Jean-Laurent Cochet, réalisation Pierre Badel[5]
- 1988 : Les Enquêtes du commissaire Maigret, épisode : La Vieille Dame de Bayeux de Philippe Laïk
- 2001 Commissaire Moulin : épisode silence radio, la substitut

## Doublage
- 1971 : La Cane aux œufs d'or : Katie Dooley (Sandy Duncan)

## Distinctions
- Chevalière de l'ordre national du Mérite
- Chevalière de l'ordre des Arts et des Lettres